# Ріхард Шмундт
Ріхард Шмундт (нім. Richard Schmundt; 5 жовтня 1856, Гіршфельд — 10 листопада 1927, Бранденбург-на-Гафелі) — німецький воєначальник, генерал-лейтенант Прусської армії.

## Біографія
Син старшого будівельного радника Густава Александера Шмундта (1823–1908) і його дружини Кароліни, уродженої Фрідерікі (1833–1908).
З 19 липня 1913 року — командир фузілерного полку «Принц Генріх Прусський» (Бранденбурзького) №35. Учасник Першої світової війни. З 25 жовтня 1914 року — командир 11-ї (з березня 1915 року — 112-ї), з 8 жовтня 1915 року — 10-ї піхотної бригади. В 1918 році — командир запасної 1-ї піхотної бригади в Тільзиті.
Похований на Борнштедському цвинтарі в Потсдамі.

## Сім'я
3 жовтня 1895 року одружився з Гедвіг Марією Зейффардт. В пари народились 2 сини — генерал піхоти Рудольф Шмундт та соціолог і антропософ Вільгельм Шмундт.

## Звання
- Лейтенант (12 жовтня 1878)
- Генерал-майор (5 жовтня 1916)[8]
- Генерал-лейтенант (1917)[8]

## Нагороди
Отримав численні нагороди, серед яких:
- Столітня медаль
- Орден Червоного орла
- Орден Корони (Пруссія)
- Хрест «За вислугу років» (Пруссія)
- Залізний хрест 2-го і 1-го класу